# 欧内斯特·梅伊曼

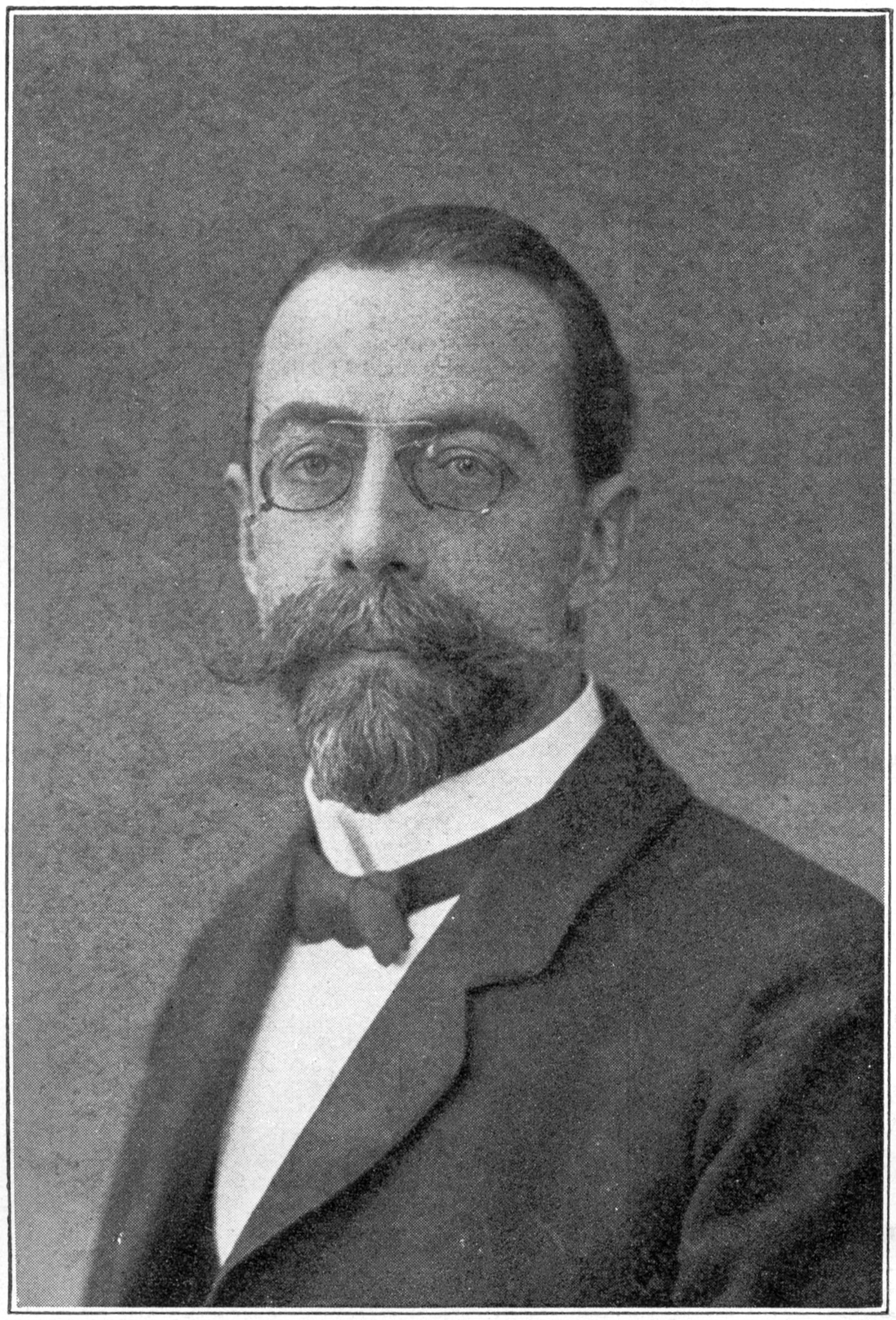
欧内斯特·梅伊曼

欧内斯特·梅伊曼（Ernst Meumann，1862年8月29日—1915年4月26日）是一位德国实验心理学家，也是德国教育心理学和实验教育学的创始人。
1862年8月29日，梅伊曼出生在德国威尔登根的一个牧师家庭。 后来到莱比锡大学，师从实验心理学创始人威廉·冯特。
1911年，欧内斯特·梅伊曼参加筹建汉堡大学
1915年4月26日，梅伊曼在汉堡去世，年53岁。

## 著作
- (1907) Vorlesungen zur Einführung in die 实验教育学 und ihre 心理学 Grundlagen. (2 Bde.; 2. Aufl. Engelmann,莱比锡1911)
- (1908) Intelligenz und Wille. Quelle & Meyer,莱比锡(2. umgearb. und vermehrte Aufl. 1913, weitere Auflagen, hrsg. von G. Störring[2] ebd. ³1920 und 1925)

传记
- Paul Probst: Bibliographie Ernst Meumann. Herzberg 1991 ISBN 3-88309-033-6